# 金珉静
金珉静（韩语： Kim Minjung，1997年3月26日—）生于仁川，是一名韩国女子射击运动员，主攻手枪项目。

## 生平
她是国民银行俱乐部成员。金珉静于中学一年级时开始练习射击，当时她在一节体育课上尝试射击，试完后，教练建议她从事这项运动，她也自此开始了射击运动生涯。2014年，她在中国南京举办的第二届青奥中获得了10米空气手枪的铜牌。
金珉静获得了2016年里约奥运的参赛资格，她在羅州市进行的国内预选赛中成功突围，入选奥运阵容，她是该届奥运韩国射击队中年龄最小的选手。2021年7月，她在2020年夏季奧林匹克運動會射擊女子25公尺手槍比賽中获得银牌。